# Aldo Eminente
Aldo Rudolphe Emilio Eminente (* 19. August 1931 in Hanoi, Französisch-Indochina (heute Vietnam); † 22. August 2021 in Boulogne-Billancourt, Frankreich) war ein französischer Schwimmer.

## Karriere
Aldo Eminente wurde 1931 in Hanoi in Französisch-Indochina geboren und zog in den 1950er Jahren nach Frankreich, wo er mit dem Schwimmsport begann. Seinen ersten internationalen Auftritt hatte Eminente bei den Olympischen Spielen 1952 in Helsinki. Im Wettkampf über 100 m Freistil wurde Siebter und gewann im Staffelwettkampf über 4 × 200 m Freistil mit Joseph Bernardo, Alexandre Jany und Jean Boiteux die Bronzemedaille. Im Folgejahr stellte er mit der 4 × 100-m-Lagenstaffel mit einer Zeit von 4:31,5 min einen neuen Weltrekord auf und gewann mit der 4 × 200-m-Lagenstaffel bei den Europameisterschaften 1954 Silber. Bei den Mittelmeerspielen 1955 konnte Eminente drei Goldmedaillen gewinnen. Bei seiner zweiten Olympiateilnahme 1956 startete er erneut im Wettkampf über 100 m Freistil, wo er Achter wurde, sowie im Staffelwettkampf über 4 × 200 m Freistil, wo das französische Quartett Rang neun belegte.